# Margarethenberg

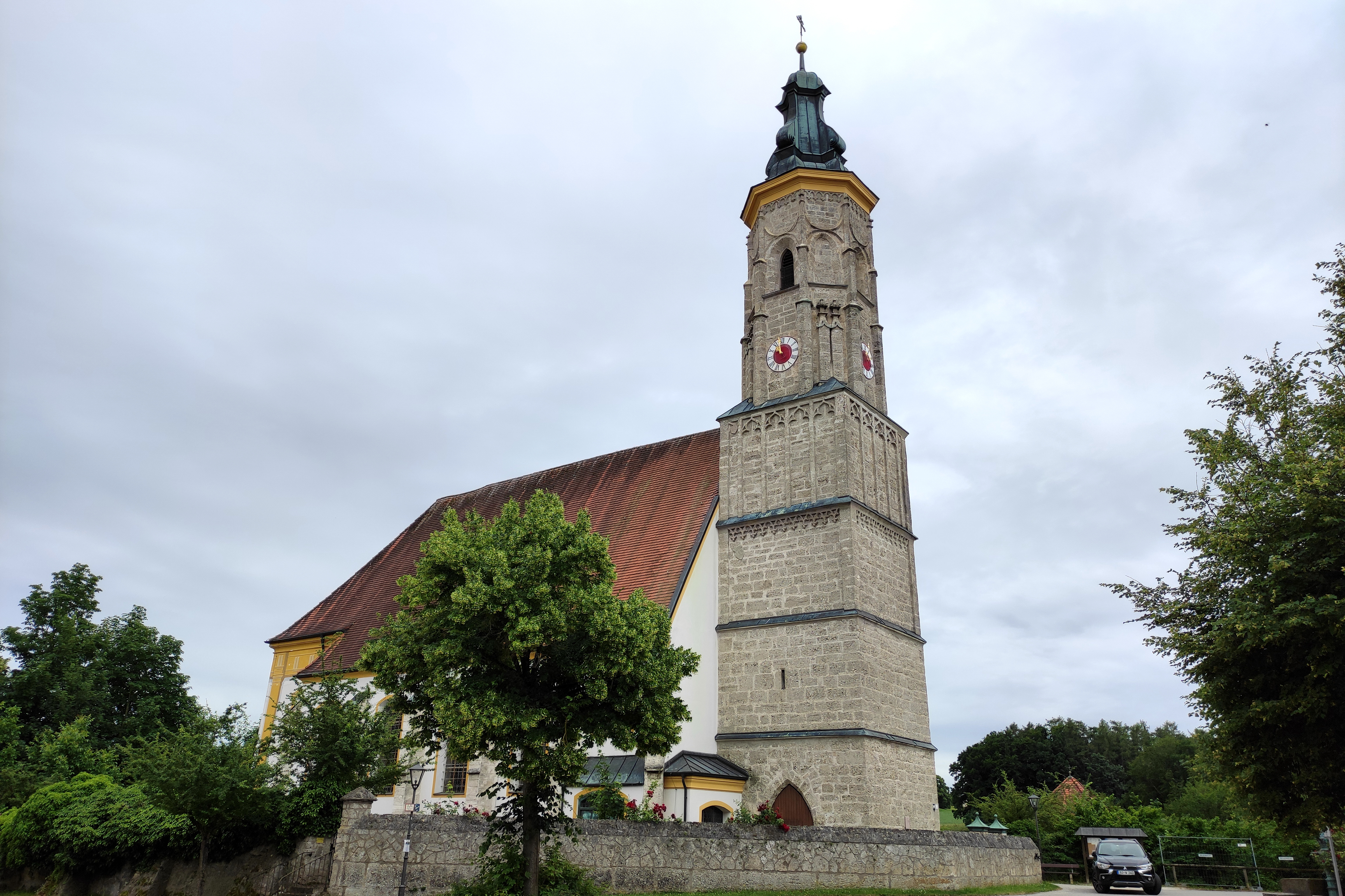
Pfarrkirche St. Maria Himmelfahrt

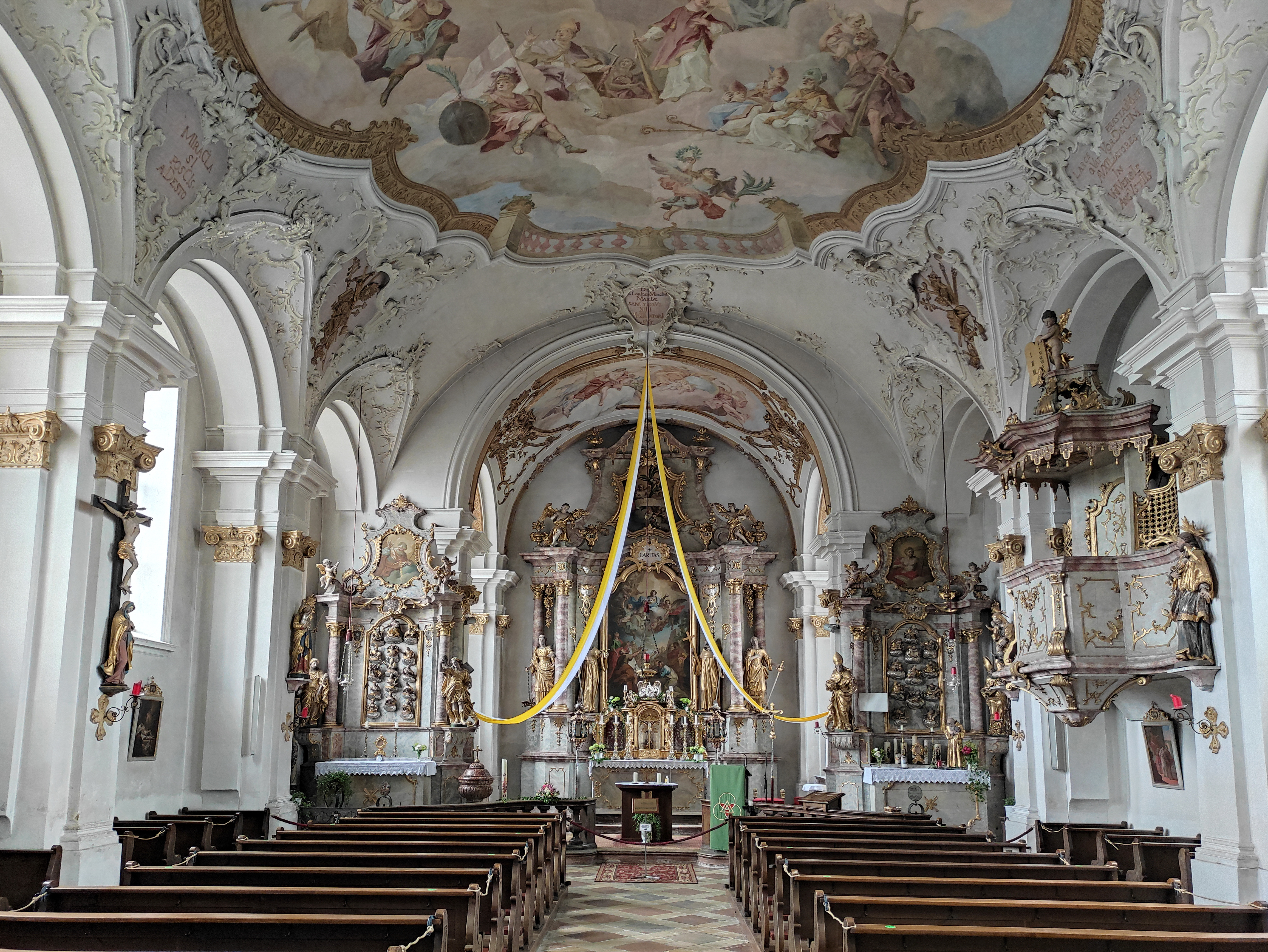
Pfarrkirche St. Maria Himmelfahrt: Innenraum

Das Pfarrdorf Margarethenberg ist ein Gemeindeteil der Gemeinde Burgkirchen an der Alz im oberbayerischen Landkreis Altötting.

## Lage
Auf einem Uferberg der Alz steht etwa fünf Kilometer südwestlich von Burgkirchen mit den Häusern des Ortes Margarethenberg im Westen weithin sichtbar die Pfarrkirche Maria Himmelfahrt und St. Margaretha. Nördlich des Margarethenberges liegt an den Ufern der Alz die Ortschaft Hirten.

## Geschichte
Der auffällige Berg ist, wie Grabungen erwiesen, seit der Steinzeit besiedelt. Schon seit Anfang des 12. Jahrhunderts kommt neben dem früheren Namen Windberg der Name Margarethenberg vor. Der Ort erhielt durch die Verehrung der hl. Margaretha seinen Namen. Im Jahr 1202 wurde die Kirche dem Kloster Raitenhaslach einverleibt.
Anstelle eines Vorgängerbaus wurde am 16. Juni 1406 eine gotische, innen gleich geteilte, gleich hohe, dreischiffige Hallenkirche mit parallel zu beiden Seiten des Mittelschiffes angeordneten Pfeilerreihen geweiht. 1621 wurde eine bis heute bestehende Bruderschaft zu den hll. 14 Nothelfern gegründet.
Der reich gegliederte Turm erhielt seine endgültige Form im Jahr 1759, als eine neue Kuppel aufgesetzt wurde. Der Innenraum wurde zwischen 1752 und 1760 unter anderem durch die Entfernung der Mittelpfeiler barockisiert. Der Hochaltar stammt bereits aus dem Jahr 1625. Das Hochaltarblatt und die Deckenfresken an der Wölbung schuf Johann Baptist Zimmermann.
Das Vikariat Margarethenberg wurde nach der Aufhebung von Kloster Raitenhaslach 1812 Filiale von Halsbach, 1866 Expositur und 1912 Pfarrei. 1959 änderte man das Patrozinium der Kirche von St. Margaretha in Maria Himmelfahrt.
Eine Schule erhielt Margarethenberg im Jahr 1793.

## Vereine
Örtliche Vereine sind außer der Bruderschaft zu den 14 Nothelfern die Krieger- und Soldatenkameradschaft Margarethenberg (seit 1873), der Kath. Frauenbund Margarethenberg, der Gartenbauverein Margarethenberg-Hirten und die Bergschützen Margarethenberg.